# India.Arie
India.Arie, geboren als India Arie Simpson (Denver (Colorado), 3 oktober 1975), is een Amerikaanse neo-soul- en r&b-zangeres, tekstschrijfster en gitariste.

## Levensloop
India.Arie leert muziek op vroege leeftijd kennen via haar ouders. Haar moeder Joyce Simpson is een voormalig zangeres en is nu haar styliste. India's vader is de voormalig topbasketballer Ralph Simpson. Op school in Denver leert ze diverse muziekinstrumenten bespelen. En als ze de gitaar ontdekt tijdens haar studententijd in Savannah, begint ze met schrijven en optreden.
Met haar eerste album Acoustic Soul (2001) trekt ze alle soorten luisteraars in één keer. Het album maakt indruk door binnen een week in de Billboard top tien van meest verkochte albums te komen staan. Na zes weken is Acoustic Soul al goed voor goud zonder hulp van radiostations. Eind 2001 zijn er meer dan een miljoen exemplaren verkocht en in januari 2004 krijgt ze zeven Grammynominaties. Ze wint niets, maar haar muziek vormt een duidelijke inspiratiebron en boodschap voor haar grote schare fans.
Met Voyage To India is India weer terug in de hitlijsten. “Met het schrijven van nummers leer ik mezelf kennen. Het lijkt alsof ik woorden opvang die niet afkomstig zijn van mezelf, ze lijken veel wijzer dan ik ben!”, aldus India.Arie. Ditmaal wint ze wel twee Grammy Awards.
Op 26 juni 2006 is haar derde album genaamd Testimony: vol.1: Life & Relationship uitgebracht. Het album wordt door zowel critici als fans goed onthaald en komt in de VS gelijk op 1 in de Billboard Top 100. "I Am Not My Hair" is de succesvolste uitgave van dit album.
Begin 2009 werd haar nieuwste album uitgebracht, Testimony: vol.2: Love & Politics. Op dit album staan onder meer de singles "Therapy" en "Chocolate High". Ook nam ze voor dit album een cover van het Sade-nummer "Pearls" op. Voor haar vertolking won India.Arie op 31 januari 2010 een Grammy Award voor Best Urban Alternative Performance. In hetzelfde jaar werd ze ook opgenomen in de Georgia Music Hall of Fame.

## Discografie

### Albums
| Album met eventuele hitnotering(en) in de Nederlandse Album Top 100 | Datum van verschijnen | Datum van binnenkomst | Hoogste positie | Aantal weken | Opmerkingen |
| ------------------------------------------------------------------- | --------------------- | --------------------- | --------------- | ------------ | ----------- |
| Acoustic Soul                                                       | 2001                  | 09-06-2001            | 48              | 18           |             |
| Voyage to India                                                     | 2002                  | 05-10-2002            | 47              | 8            |             |
| Testimony vol.1: Life & Relationship                                | 2006                  | 01-07-2006            | 24              | 13           |             |
| Testimony vol.2: Love & Politics                                    | 2009                  | 14-02-2009            | 53              | 4            |             |
| Songversation                                                       | 2013                  | 25-06-2013            |                 |              |             |

### Singles
| Single met eventuele hitnotering(en) in de Nederlandse Top 40 | Datum van verschijnen | Datum van binnenkomst | Hoogste positie | Aantal weken | Opmerkingen                           |
| ------------------------------------------------------------- | --------------------- | --------------------- | --------------- | ------------ | ------------------------------------- |
| Video                                                         | 2001                  | 12-05-2001            | 40              | 3            | #69 in de Single Top 100              |
| Brown Skin                                                    | 2001                  | -                     |                 |              | #88 in de Single Top 100              |
| Strength, Courage, & Wisdom                                   | 2001                  | -                     |                 |              |                                       |
| Ready for Love                                                | 2001                  | -                     |                 |              |                                       |
| Little Things                                                 | 2002                  | -                     |                 |              |                                       |
| Can I Walk With You                                           | 2003                  | -                     |                 |              | #94 in de Single Top 100              |
| The Truth                                                     | 2003                  | -                     |                 |              |                                       |
| Purify Me                                                     | 2005                  | -                     |                 |              | Soundtrack Diary of a Mad Black Woman |
| I Am Not My Hair                                              | 2006                  | -                     |                 |              | met Akon                              |
| The Heart Of The Matter                                       | 2006                  | -                     |                 |              |                                       |
| There's Hope                                                  | 2006                  | -                     |                 |              |                                       |
| Chocolate High                                                | 2009                  | -                     |                 |              | met Musiq Soulchild                   |
| Therapy                                                       | 2009                  | -                     |                 |              |                                       |